# Stimold-MIF Chisinau
Le Stimold-MIF Chisinau a été créé en 1996. Le club est basé à Chișinău.

## Historique
- 1996 - Stimold Chisinau et MIF Malesti baptise le Stimold-MIF Chisinau.